# Schloss Courances

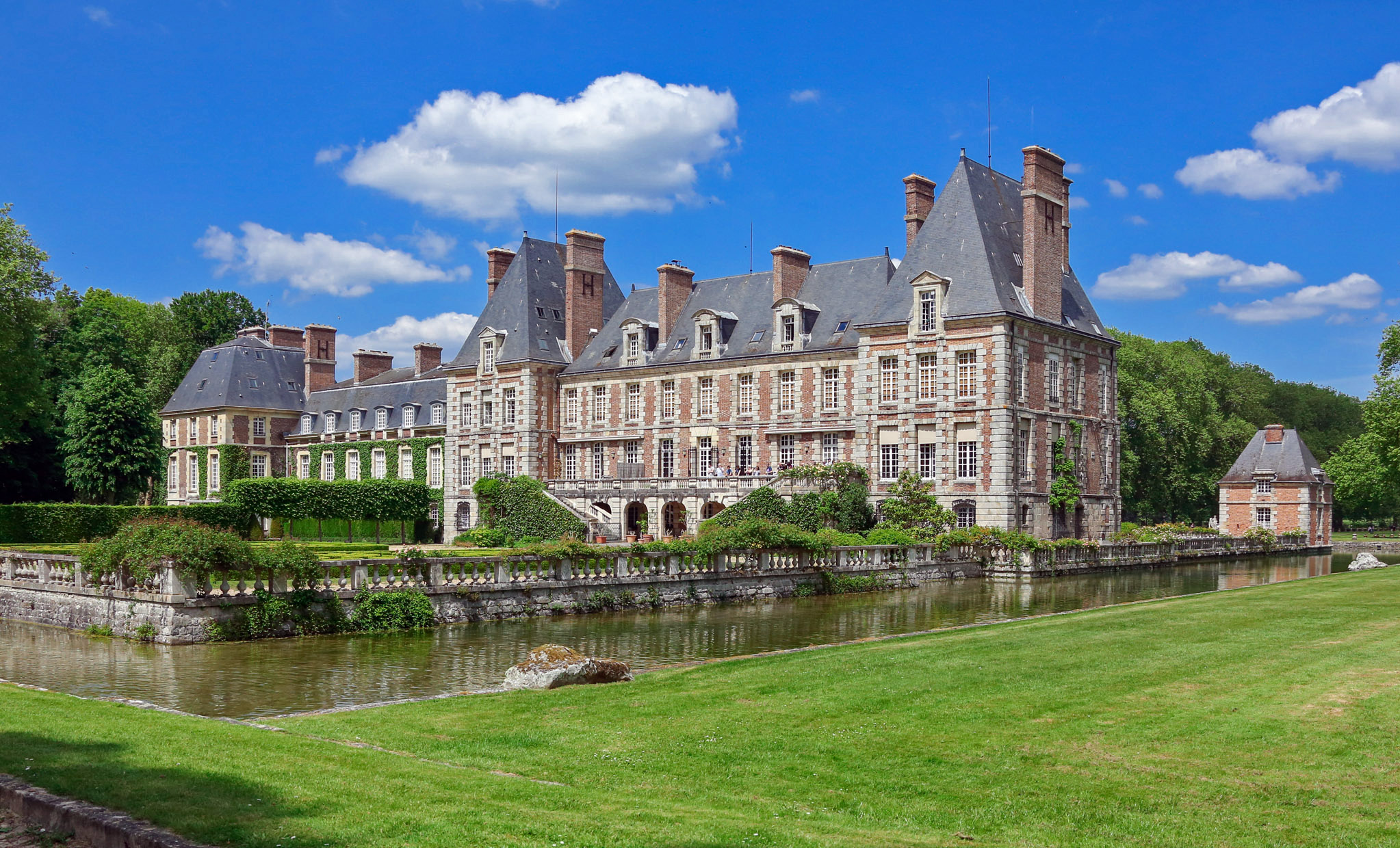
Schloss Courances, Ansicht von Süden, 2014

Das Schloss Courances (französisch Château de Courances) in der gleichnamigen französischen Gemeinde ist eine Schlossanlage aus dem 17. Jahrhundert, die vor allem für ihren Park mit Wasserspielen, Rasen- und Waldflächen bekannt ist. Er wurde im 16. Jahrhundert unter Cosme Clausse angelegt und von nachfolgenden Schlossherren mehrfach erweitert sowie umgestaltet. Nach einer schriftlichen Aufzeichnung aus dem 18. Jahrhundert soll der Name des Anwesens von den zahlreichen Quellen und kleinen Wasserläufen (französisch eaux courantes) auf seinem Grundstück herrühren.
Das Schloss ist exemplarisch für den Architekturstil des Louis-treize, obwohl es sein Aussehen erst im 19. und 20. Jahrhundert erhielt. Es stand nach der Julirevolution von 1830 mehr als 40 Jahre lang leer und verfiel allmählich, ehe der gebürtige Deutsche Samuel Arthur von Haber das Anwesen erwarb und nach Entwürfen des Architekten Hippolyte Destailleur restaurieren ließ. Seine Enkelin Berthe de Ganay setzte Wiederaufbau und Instandsetzung der Anlage gemeinsam mit ihrem Mann fort. Die Nachkommen des Paars sind heute noch die Eigentümer.
Das gesamte Anwesen steht seit dem 27. Juni 1983 als klassifiziertes Kulturdenkmal (französisch Monument historique classé) unter Denkmalschutz. Der Schlosspark ist zudem seit 2004 als Jardin remarquable (deutsch bemerkenswerter Garten) ausgezeichnet.

## Geschichte

### Anfänge im Mittelalter
Die Seigneurie Courances existierte schon im Mittelalter. Erstes namentlich bekanntes Mitglied einer gleichnamigen Familie war Jean de Courances, für das 13. Jahrhundert ist ein Henri de Courances, Marschall von Frankreich bezeugt. Die Familie starb gegen Ende des 14. Jahrhunderts aus. 1460 erwarb die aus Paris stammende Familie Lapite die Herrschaft und verkaufte sie 1552 mit 1500 Hektar Landbesitz für 15.000 Livres an Cosme (auch Côme) de Clausse. Dem Finanzsekretär Heinrichs II. gehörte bereits die benachbarte Herrschaft Fleury samt einem dort neugebauten Schloss. In Courances ließ er das vorhandene mittelalterliche Logis durch den Baumeister Gilles Le Breton vollständig umbauen. Auch der kleine ummauerte Garten aus dem Mittelalter wurde durch einen großzügigen Renaissancegarten ersetzt, in dem Wasser ein bestimmendes Gestaltungselement war. So ließ Clausse südwestlich des Schlosses den sogenannten Großen Kanal (französisch Grand Canal) anlegen, ein sehr langes und schmales Wasserbecken. Es war der zweite jemals in Frankreich gebaute Gartenkanal. Nur in Fleury gab es zu jener Zeit einen älteren. Als Cosmes 1558 starb, erbten zwei unmündige Söhne den Besitz. Die Herrschaft Fleury fiel an den älteren, während der zweitgeborene Pierre 1566 anlässlich seiner Hochzeit mit Marie Le Picard die Seigneurie Courances erhielt. Noch zu dessen Lebzeiten besuchte sie 1606 König Heinrich IV. zusammen mit dem Dauphin Ludwig und Gefolge.

### Neubau im 17. Jahrhundert

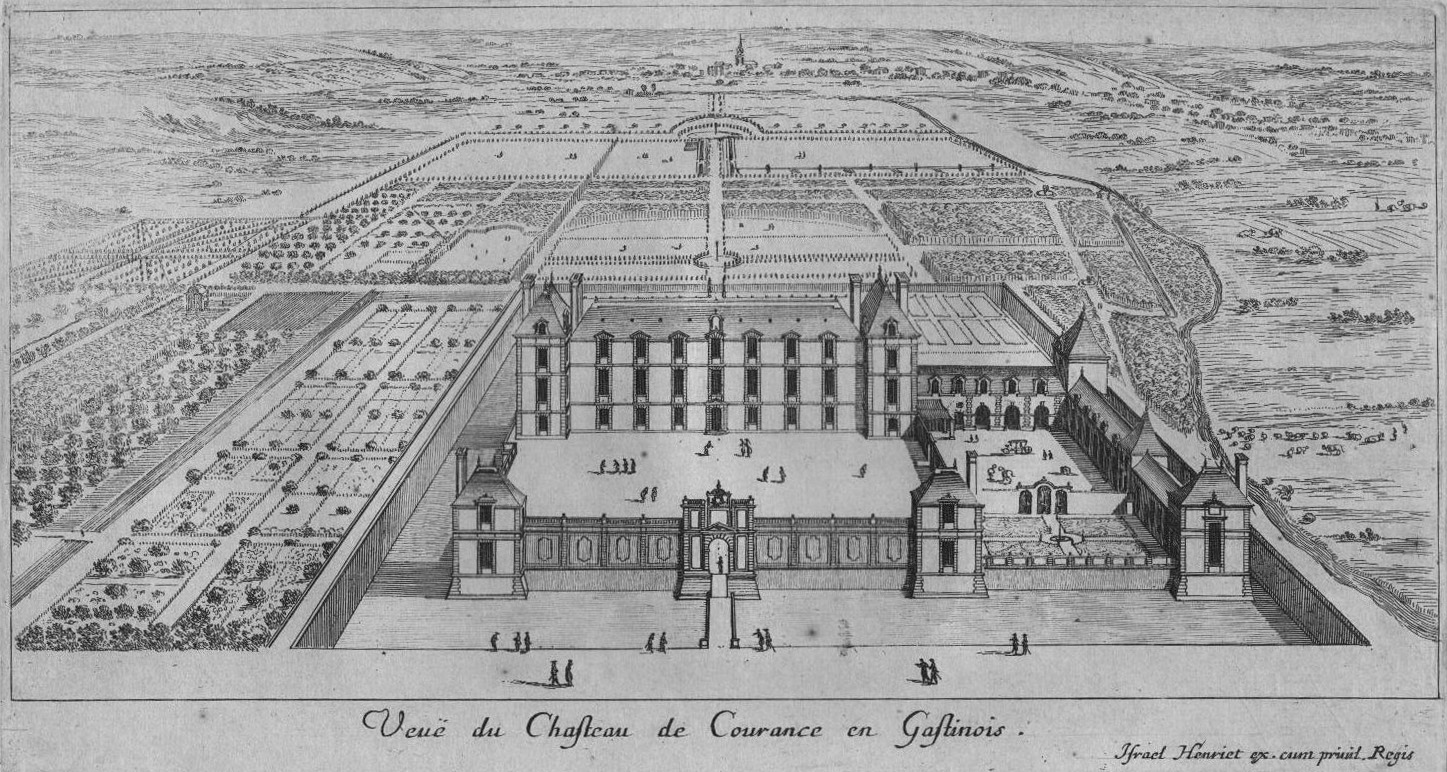
Schloss Courances auf einem Stich Israël Henriets, ca. 1650

Ludwig kehrte noch viermal nach Courances zurück: 1631, 1633, 1634 und 1636. Allerdings gehörte das Anwesen zu jener Zeit schon nicht mehr der Familie Clausse, sondern den Gallards, denn Pierre Cosmes Sohn François hatte keine Nachkommen und verkaufte das Schloss deshalb am 13. Juli 1622 für 124.000 Livres an Claude I. Gallard, Seigneur von Poinville und Semonville. Dieser ließ das alte Logis abreißen und ab 1624 durch ein Schloss im Stil des Louis-treize ersetzen. Die Arbeiten dazu waren 1630 beendet. Claude I. begann auch mit dem Ausbau des Schlossparks durch das Anlegen weiterer Wasserelemente und der Betonung der Sichtachse des Anwesens. Möglicherweise stammten die Pläne dazu von Jean Le Nôtre oder seinem Sohn André, jedoch ist dies nicht sicher. Als der Bauherr 1636 starb, übernahm sein Sohn Claude II. den Besitz und führte die noch nicht beendeten Arbeiten bis 1643 fort. Durch einen Stich Israël Henriets aus der Zeit um 1650 ist das Aussehen des damaligen Schlosses überliefert: Auf einer rechteckigen Schlossinsel stand ein dreigeschossiges, siebenachsiges Corps de Logis mit verputztem Mauerwerk, das an seinem West- und Südende von je einem gleichhohen Pavillon eingefasst war. Vor dem Gebäude lag im Nordosten ein Ehrenhof, der zum Wassergraben durch eine Mauer abgegrenzt war. An seiner Nord- und Ostecke standen zweigeschossige Pavillonbauten. In diesem Zustand fand es Madame de Sevigné vor, als sie das Schloss im Mai 1678 besuchte.

### Wechselnde Eigentümer im 18. Jahrhundert

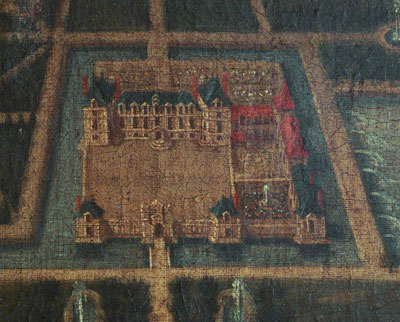
Schloss Courances auf einem Gemälde des 17. Jahrhunderts

Allerdings hatten sich die Schlossherren mit ihren Ausbauten und Verschönerungen finanziell übernommen. Ihre Gläubiger ließen Courances pfänden und 1677 versteigern. Das Anwesen blieb aber im Besitz der Familie, denn neuer Eigentümer wurde Galliot Gallard, der jüngere Bruder Claudes II. Ihm folgte sein Sohn François Galliot, dessen Erbtochter Anne Marguerite Catherine am 11. Dezember 1708 Nicolas Potier de Novion, den ersten Präsidenten des Parlement de Paris, heiratete und ihm den Besitz zubrachte. Bei seinem Tod im Jahr 1720 erbte der gemeinsame Sohn André das Anwesen, aber dennoch führte Andrés Mutter weiterhin die Geschäfte. Sie entschied, die Mittelachse der Schlossanlage mehr zu betonen und zu einer langen Sichtachse zu erweitern. Dafür ließ sie 1750 südwestlich hinter dem Schlossgebäude einen 225 Meter langen Spiegelteich anlegen und vor dem Gebäude Mauer und Torbau des Ehrenhofs niederlegen, um so ungehinderte Sicht auf die lange Zufahrtsallee zu haben. Ihre Enkelin Léontine-Philippine de Novion heiratete 1772 den Präsidenten der Rechnungskammer, Charles-Aymar de Nicolaÿ und brachte das Schloss an seine Familie. Zwischen 1775 und 1777 ließ das Paar Courances modernisieren und verändern, obwohl es sich nur selten dort aufhielt. Die beiden ersetzten zum Beispiel die damaligen Linden der Zufahrtsallee 1782 durch die heutigen Platanen. Während der Französischen Revolution emigrierte die Familie nach Italien, kehrte aber 1793 nach Frankreich zurück. Charles-Aymar de Nicolaÿ und sein älterer Sohn wurden daraufhin verhaftet und 1794 hingerichtet. Schloss Courances wurde beschlagnahmt und unter Zwangsverwaltung gestellt. Der jüngere Sohn Théodore entging der Guillotine nur, weil er damals noch keine 16 Jahre alt war. Léontine-Philippine de Novion erhielt Courances 1798 schließlich zurück und vermachte es ihrem Sohn, der als Legitimist nach der Julirevolution 1830 Frankreich verließ und in die Schweiz ging. Dort starb er 1871, ohne jemals in sein Heimatland zurückgekehrt zu sein.

### Wiederaufbau im 19. und 20. Jahrhundert

Samuel von Haber ließ das Schloss ab 1872 wieder aufbauen.

Théodores Erben verkauften Courances an den aus Berlin stammenden Bankier Samuel von Haber. Zu jener Zeit war das Anwesen nach mehr als 40 Jahren Leerstand und Vernachlässigung stark heruntergekommen. Der neue Eigentümer begann im Oktober 1872 gemeinsam mit seinem Schwiegersohn Octave de Béhague mit einer umfassenden Restaurierung und Wiederherstellung. Mit den Plänen dafür beauftragten die beiden den Architekten Hippolyte Destailleur, der später auch mit der Restaurierung von Vaux-le-Vicomte befasst war. Nach seinen Plänen entstand eine Anlage, wie sich die Bauherren ein französisches Schloss im Stil Louis-treize seinerzeit vorstellten: mit reich verzierten Dachfenstern, Flammentöpfen, Ochsenaugen und einer neuen Ummantelung aus roten Ziegeln. Den beiden Längsfassaden wurden zwei große Freitreppen nach Vorbildern in Fontainebleau vorgesetzt. Außerdem entstand nordwestlich des Logis anstelle eines ehemaligen Wirtschaftstrakts ein neuer Gebäudeflügel mit Wohnräumen für den Schlossherrn. An seiner Westecke entstand ein neuer Pavillonbau. Haber ließ abseits des Hauptgebäudes neue Ökonomiegebäude mit Pferdeställen, Reithalle, Remisen und einer Orangerie errichten. Ihre Architektur war derjenigen des Cour des Offices in Fontainebleau nachempfunden. Auch die Innenräume des Logis erfuhren eine umfassende Veränderung. Im Gartenbereich entschied sich Haber zwar dafür, die große Sichtachse im Stil des 18. Jahrhunderts wiederherzustellen, jedoch erhielt der Rest eine landschaftliche Gestaltung. Bei seinem Tod hinterließ er Courances seiner ältesten Enkelin Berthe, einer Tochter von Habers einzigem Kind Laura Fanny Sophie aus der Ehe mit Octave de Béhague.
Berthe hatte 1887 den Marquis Jean de Ganay geheiratet. Gemeinsam mit ihrem Mann veranstaltete sie wie schon ihre Eltern und ihr Großvater große Empfänge, Jagdgesellschaften und Festivitäten auf dem Schloss. Zu den Gästen gehörten unter anderem der englische König Eduard VII., Marcel Proust, Aristide Briand, Marie Bonaparte, Paul Valéry und Louise de Vilmorin. Außerdem stellte das Paar im Garten wieder den Zustand des 18. Jahrhunderts her. Als Vorlage dienten dabei alte Darstellungen und Pläne. Fachlich wurden sie dabei von dem Landschaftsarchitekten Henri Duchêne und seinem Sohn Achille unterstützt. Der Vater war von 1899 bis zu seinem Tod im Jahr 1902 in Courances tätig, danach war Achille Duchêne bis 1914 mit der Rekonstruktion des Schlossparks befasst. Dabei wurden alte Wasserbecken wiederhergestellt und die landschaftlich gestalteten Partien durch neue Bassins wie ein hufeisenförmiges und ein halbmondförmiges Becken sowie Kastanienpflanzungen in Quinconce-Anordnung ersetzt. Auch die beiden barocken Broderie-Parterres auf der Schlossinsel an der Rückseite des Gebäudes gehen auf Achille Duchêne zurück. Sie entstanden 1908 nach einem alten Entwurf von Antoine-Joseph Dezallier d’Argenville. Berthe de Ganay beschränkte sich aber nicht nur auf die Wiederherstellung des alten Zustands, sondern entwickelte den Schlossgarten weiter, indem sie einen japanischen Garten anlegen ließ. Diesen überarbeitete sie in den 1920er Jahren gemeinsam mit der englischen Gartenarchitektin und Schülerin von Gertrude Jekyll, Kitty Lloyd Jones. Zuvor hatte Schloss Courances während des gesamten Ersten Weltkriegs als Lazarett gedient.

### Nachkriegszeit bis heute
Während des Zweiten Weltkriegs wurde die gesamte Anlage schwer mitgenommen. Von 1940 bis 1944 nutzten 1500 Mann der deutschen Luftwaffe das Anwesen als Stützpunkt. Die Sprengung eines Munitionsdepots bei ihrem Abzug verwüstete einen Teil des Schlossgeländes. Nachfolgende amerikanische Soldaten nutzten die Wirtschaftsgebäude bis 1946 als Straflager. Während dieser Zeit verschwand fast die gesamte Inneneinrichtung des Hauptgebäudes. Die Explosion eines zweiten Munitionsdepots in der Nähe des Schlosses verursachte zusätzliche Schäden. Nachdem die Amerikaner Courances verlassen hatten, folgte eine dritte Besetzung: Marschall Bernard Montgomery quartierte sich bis 1955 im Schloss ein. Erst danach konnten die Eigentümer, Berthes Enkel Jean-Louis de Ganay und seine Frau Philippine de Noailles, wieder über ihr Schloss verfügen. Das hatte sie aber nicht davon abgehalten, das 1948 zum eingeschriebenen Kulturdenkmal (französisch Monument historique inscrit) deklarierte Anwesen seit jenem Jahr nach und nach wieder instand zu setzen und die kriegsbedingten Schäden und Veränderungen zu beseitigen. Dazu zählten zum Beispiel das Entfernen von Betonbauten im Garten, die Neuaussaat der Rasenflächen und die Neupflanzung von Bäumen und Sträuchern. Verloren gegangene Laubengänge wurden dabei durch Buchsbaumhecken ersetzt. Philippine de Noailles widmete sich der Wiederherstellung des heruntergekommenen japanischen Gartens. Auch am Schlossgebäude gab es einen großen Bedarf an Reparaturen. Bei seiner Instandsetzung ließ Jean-Louis de Ganay Anbauten und Zutaten der Restaurierung vom Ende des 19. Jahrhunderts beseitigen und die alte Dachform wiederherstellen. Die Ziegelfassade des Gebäudes ließ er aber unangetastet, weil er davon ausging, dass sie original war. Ein Architekt hatte die Wiederherstellungskosten nach Kriegsende auf 88 Millionen Francs geschätzt, wovon der französische Staat 7,7 Millionen Francs übernehmen wollte.
Nachdem der Schlosspark wieder instand gesetzt war, wurde er für Besucher geöffnet. 1982 machte die Familie de Ganay auch das Schloss für Besucher zugänglich. Gebäude und Park können von April bis einschließlich Oktober an Wochenenden und Feiertagen besichtigt werden. Die unter Samuel von Haber neu errichteten Wirtschaftsgebäude des 19. Jahrhunderts mussten 1978 nach einem Feuer im Jahr 1976 abgerissen werden. Seit 2013 gehört das Anwesen Philippine de Noailles und ihrer Tochter Valentine. Diese reaktivierte einen alten 2,8 Hektar großen Nutzgarten des Schlosses und führte somit die Tradition, dass jede Eigentümergeneration etwas zur Gestaltung des Schlossparks beiträgt, fort.

## Beschreibung

Lageplan der Schlossanlage

| Les parterres de Cély, Les bois de Fleury, Les eaux de Courances, Sont trois merveilles en France. |  | Die Parterres von Cély, Die Wälder von Fleury, Die Wasser von Courances, Sind drei Wunder in Frankreich. |
| (Alter Reim, anonym)                                                                               |  | |

### Schlosspark und -garten
Zum Anwesen, das rund 42 Kilometer südlich von Paris am westlichen Rand des Waldes von Fontainebleau liegt, gehört 500 Hektar Landbesitz. 75 Hektar werden dabei vom Schlosspark eingenommen, der von einer Mauer umfriedet ist. Die Besonderheit des Parks in Courances ist dabei das fast völlige Fehlen von Blumen. Die insgesamt 17 Wasserbecken, Kanäle und Wasserfälle auf dem Areal werden von 14 Quellen und der École gespeist, die den Park im Westen durchfließt. Dabei kommt keine Wasserpumpe zum Einsatz, sondern der Wasserfluss wird einzig und allein durch ein kaum merkliches Gefälle und kleine Kaskaden gewährleistet.
Bestimmendes gestalterisches Element ist die etwa 1,5 Kilometer lange Sichtachse des Anwesens, die von Nordosten nach Südwesten verläuft. Sie beginnt mit einer rund 450 Meter langen Allee, die auf das Gittertor des Anwesens zuführt. Dahinter setzt sie sich als Zufahrt geradlinig auf das Corps de Logis fort und wird auf beiden Seiten von Kanälen flankiert. Deren Längsseiten sind von 140 über 230 Jahre alten Platanen gesäumt. Die Sichtachse verläuft über eine Brücke bis zum Hauptgebäude und setzt sich hinter diesem über eine weitere Brücke fort. Danach folgt die unter der Familie Gallard angelegte Moigny-Allee (französisch Allée de Moigny), eine lange Rasenfläche, die an einem, Moigny-Kreis (französisch Rond de Moigny) genannten, Wasserbecken endet. Dieses kreisrunde Bassin mit einem Durchmesser von 53 Metern ist zugleich der Endpunkt der Sichtachse. Die Moigny-Allee wurde im Laufe der Geschichte mehrfach umgestaltet, sodass sie heute keine reine Rasenfläche mehr ist. Die beiden Kanäle, von denen sie flankiert war, wurden Ende des 19. Jahrhunderts aufgefüllt; in ihrem nordöstlichen Teil wurde schon im 18. Jahrhundert ein langer Spiegelteich angelegt, der Spiegel (französisch Miroir) genannt wird. An dessen südwestlichem Ende kam unter Samuel von Haber ein weiteres Wasserbecken namens Dauphin hinzu. Nicht geändert hat sich jedoch die Bepflanzung an den Rändern der Moigny-Allee: Sie wird von dichten Waldflächen begrenzt, die von geradlinigen Schneisen durchzogen sind. Am Rand der Rasenfläche stehen am Übergang zum Wald in regelmäßigen Abständen weiße Steinstatuen auf gemauerten Ziegelsockeln mit Eckquaderungen.
Während einige Elemente des Parks noch aus dem 16. Jahrhundert stammen, gehört das Hufeisenbecken südöstlich des Schlossgebäudes zu den jüngeren Bereichen. Es wurde zu Beginn des 20. Jahrhunderts unter dem Landschaftsarchitekten Achille Duchêne angelegt. Gleiches gilt für das vom Hufeisenbecken nur durch einen Spazierweg getrennte Wasserbassin in Halbmondform. Dieses wird nach einer dort aufgestellten Statue auch Arethusa-Brunnen genannt. Die Skulptur ist unter dem Namen Die Badende (französisch La Baigneuse) bekannt und war ursprünglich ein Werk des französischen Bildhauers Claude Poinier. Er fertigte die Marmorstatue im Jahr 1711 für die Gärten des königlichen Schlosses in Marly-le-Roi, und sie war dort ein Teil der Fontaine de la Nymphe. Allerdings handelt es sich bei der Skulptur in Courances nur um einen modernen Abguss, denn das Original erwarb der Louvre und ließ es 2005 in seine Ausstellung nach Paris bringen.
Eines der ältesten Wasserelemente im Schlosspark ist der Große Kanal, ein 248 Toisen (486 Meter) langes Wasserbecken, das schon im 16. Jahrhundert unter der Familie Clausse angelegt wurde. Auf ihn laufen fast im rechten Winkel die einzigen Wasserbecken des Parks zu, die nicht vollkommen eben sind: die Nappes, drei kaskadierende, langrechteckige Bassins. Die Steinfiguren an ihrem Rand wurden möglicherweise von italienischen Künstlern geschaffen, die auch im Schloss Fontainebleau arbeiteten. Aus dem 17. Jahrhundert stammt das zehneckige, Gebinde (französisch Gerbe) genannte Becken am Ende der Allée Catherine. Es hat seinen Namen von einer heute nicht mehr vorhandenen siebenfachen Fontäne in seiner Mitte, deren Strahlen der Form von Blumen in einem Blumenstrauß ähnelten. Das Bassin hat den stattlichen Durchmesser von 78 Metern.
Nordwestlich der Schlossinsel liegt ein großes, rechteckiges Wasserbecken, das Salle dʼeau genannt wird. Seinen Ursprung hat es in dem Garten der Familie Clausse aus dem 16. Jahrhundert. Früher ergoss sich Wasser aus 14 Wasserspeiern in das Becken, das zu Beginn des 19. Jahrhunderts zugeschüttet wurde. Die Wasserspeier aus Sandstein in Form von fratzenartigen Delphinköpfen fanden zu jener Zeit in anderen Wasserspielen des Parks Verwendung. Ihre Gestaltung ist von Skulpturen im Parco dei Mostri bei Bomarzo inspiriert. Das Bassin wurde zu Beginn des 20. Jahrhunderts nach dem Originalplan wieder neu gebaut. Ein weiteres Bassin, das bereits im 16. Jahrhundert existierte, ist das heute Dôme genannte Becken. Ein steinerner Steg führt von seinem Rand zu einer quadratischen Plattform in der Mitte. Diese ist von einer niedrigen Mauer umgeben und besaß früher ein Dach, diente somit als eine Art Pavillon. An den Ecken der Plattform, die 2005 restauriert wurde, fließt Wasser aus muschelförmigen Wasserspeiern in das Becken. Ganz in der Nähe des Dôme beginnt ein langer, sehr schmaler Wasserkanal, der Sous-bois getauft wurde. Die Bepflanzung ringsum bildet den jüngsten Gartenteil von Courances.
Der Sous-bois endet neben einem Gebäude, das Foulerie genannt wird. Es hat seinen Namen von seiner früheren Verwendung als Walkmühle (walken heißt im Französischen fouler). Dort wurde früher der im École-Tal angepflanzte Hanf gewalkt. Heute dient die Foulerie als Schlosscafé. Schon in den 1920er Jahren wurde das Gebäude als Teesalon genutzt, denn es bietet einen guten Blick auf den benachbarten japanischen Garten mit seinem Teich inklusive künstlicher Insel und einem Wasserfall. Ursprünglich zu Beginn des 20. Jahrhunderts angelegt und in den 1920er Jahren überarbeitet, stammt seine heutige Bepflanzung mehrheitlich von einer Wiederherstellung in den 1950er Jahren. In ihm wachsen neben Ahornen, Bambussen und Amberbäumen auch Narzissen, Tulpen und Hyazinthen. Der japanische Garten ist damit der einzige Ort auf dem Schlossareal, an dem Blumen gepflanzt sind.

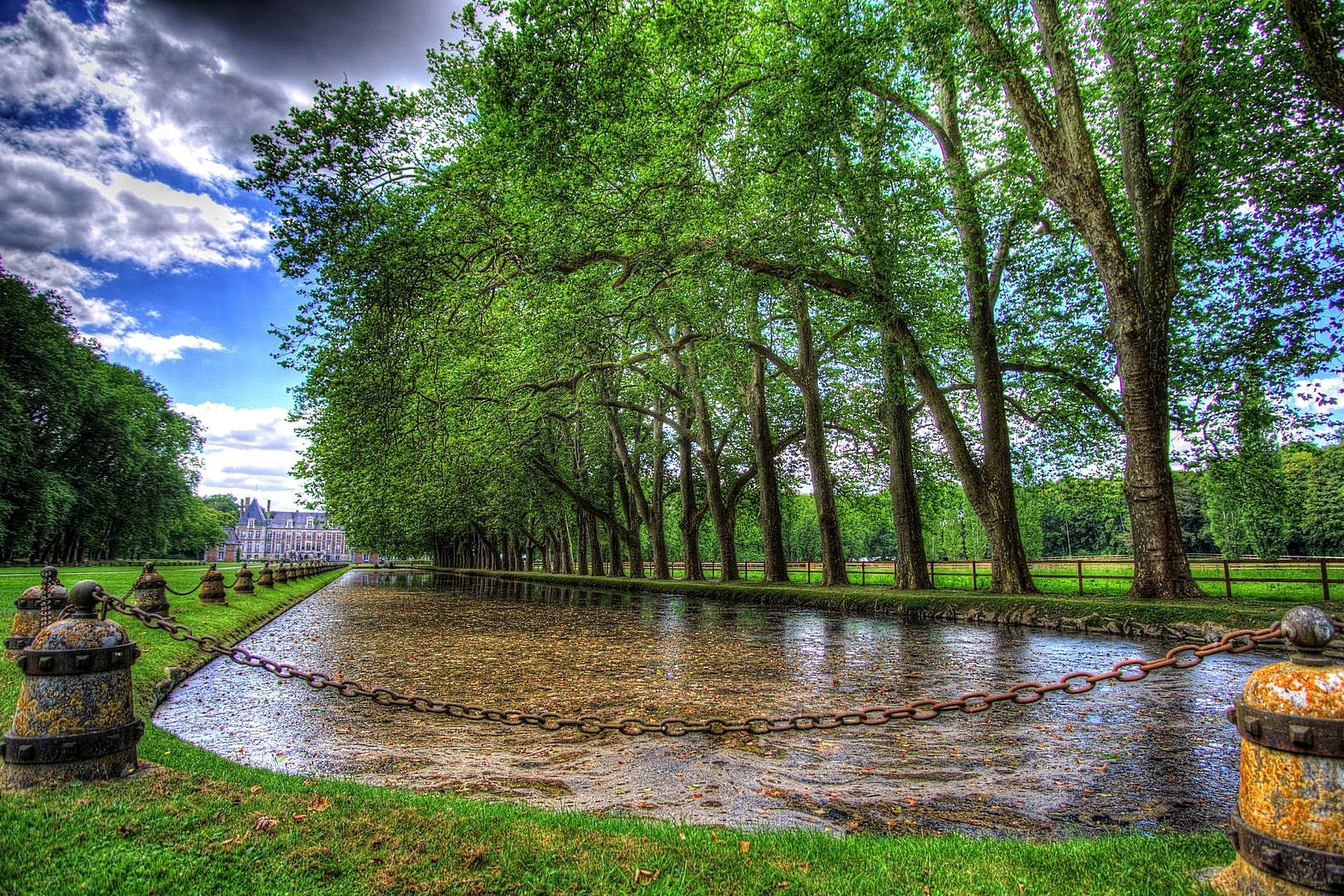
Kanal und Platanenreihe an der Schlosszufahrt
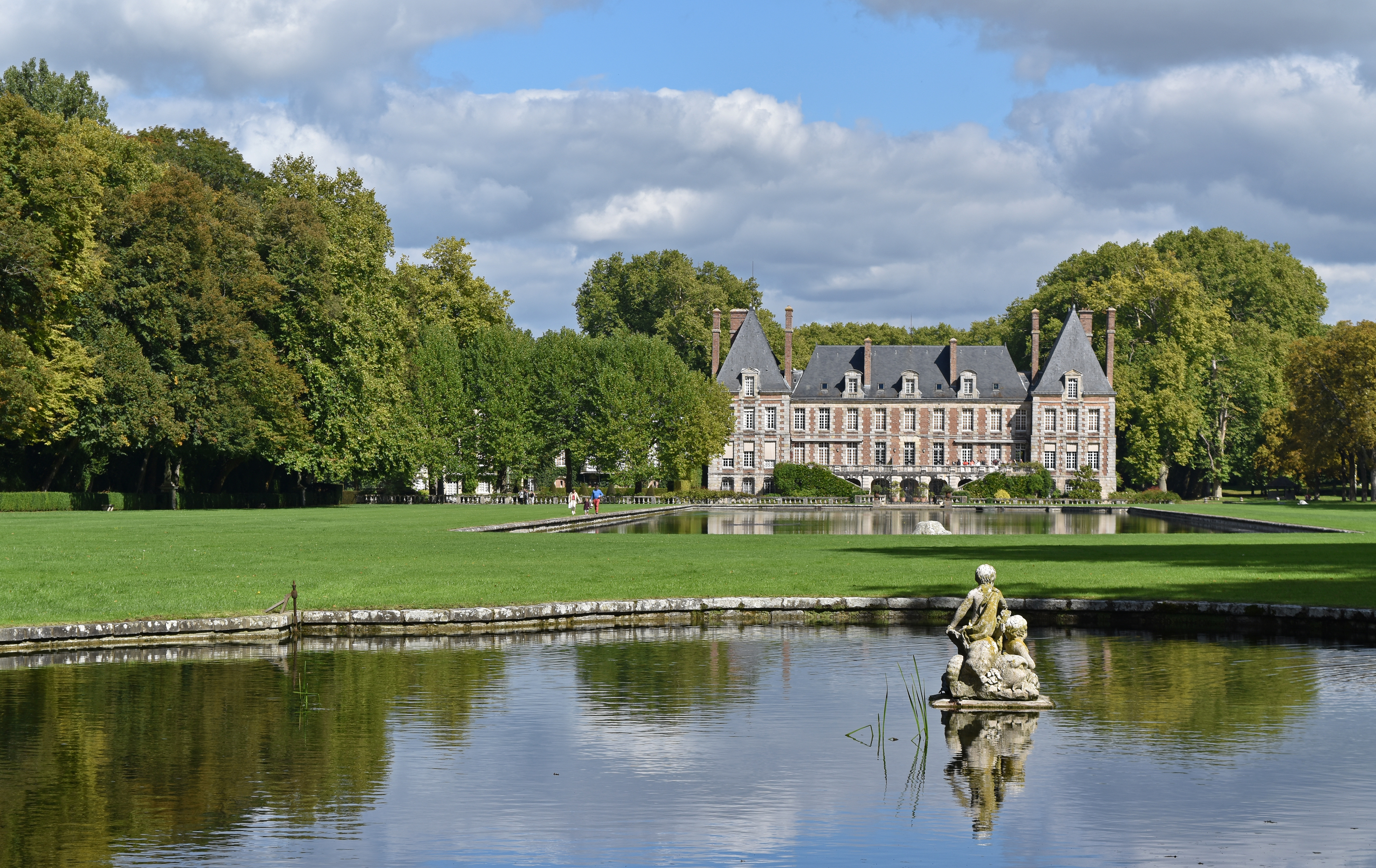
Blick entlang der Sichtachse vom Dauphin über den Spiegelteich zum Logis
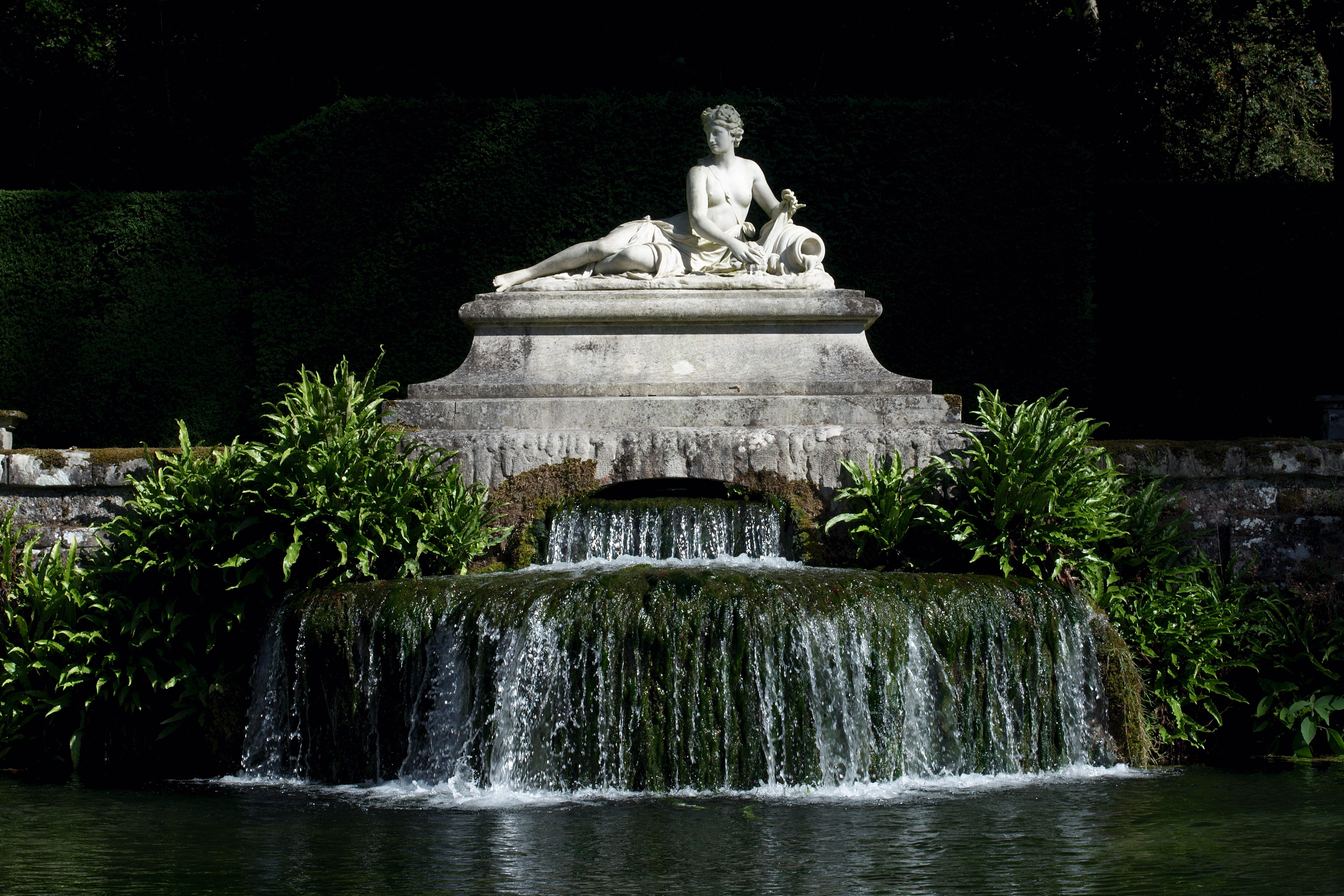
Der Arethusa-Brunnen mit der Nymphenstatue Die Badende
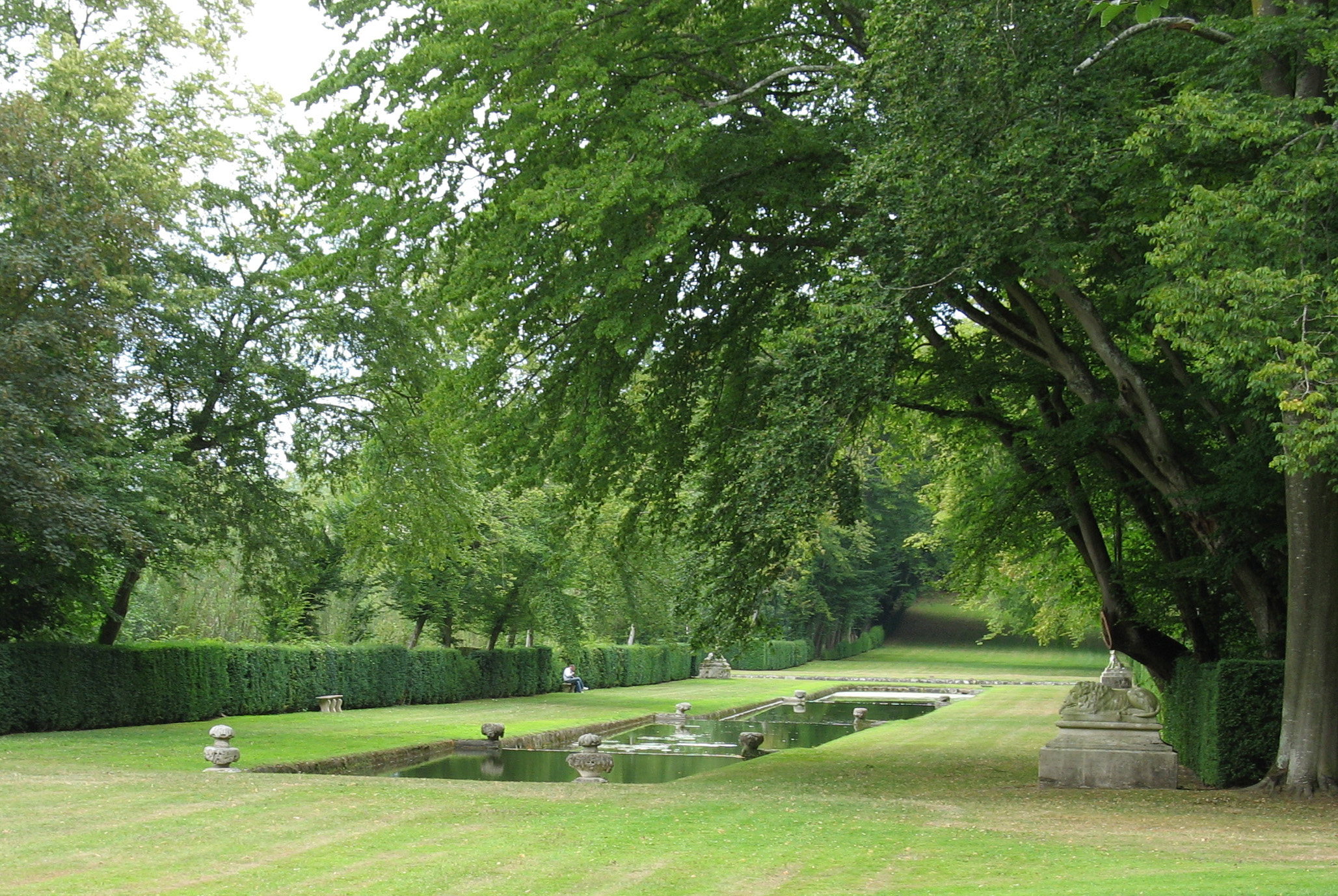
Die Nappes genannten Kaskadenbecken
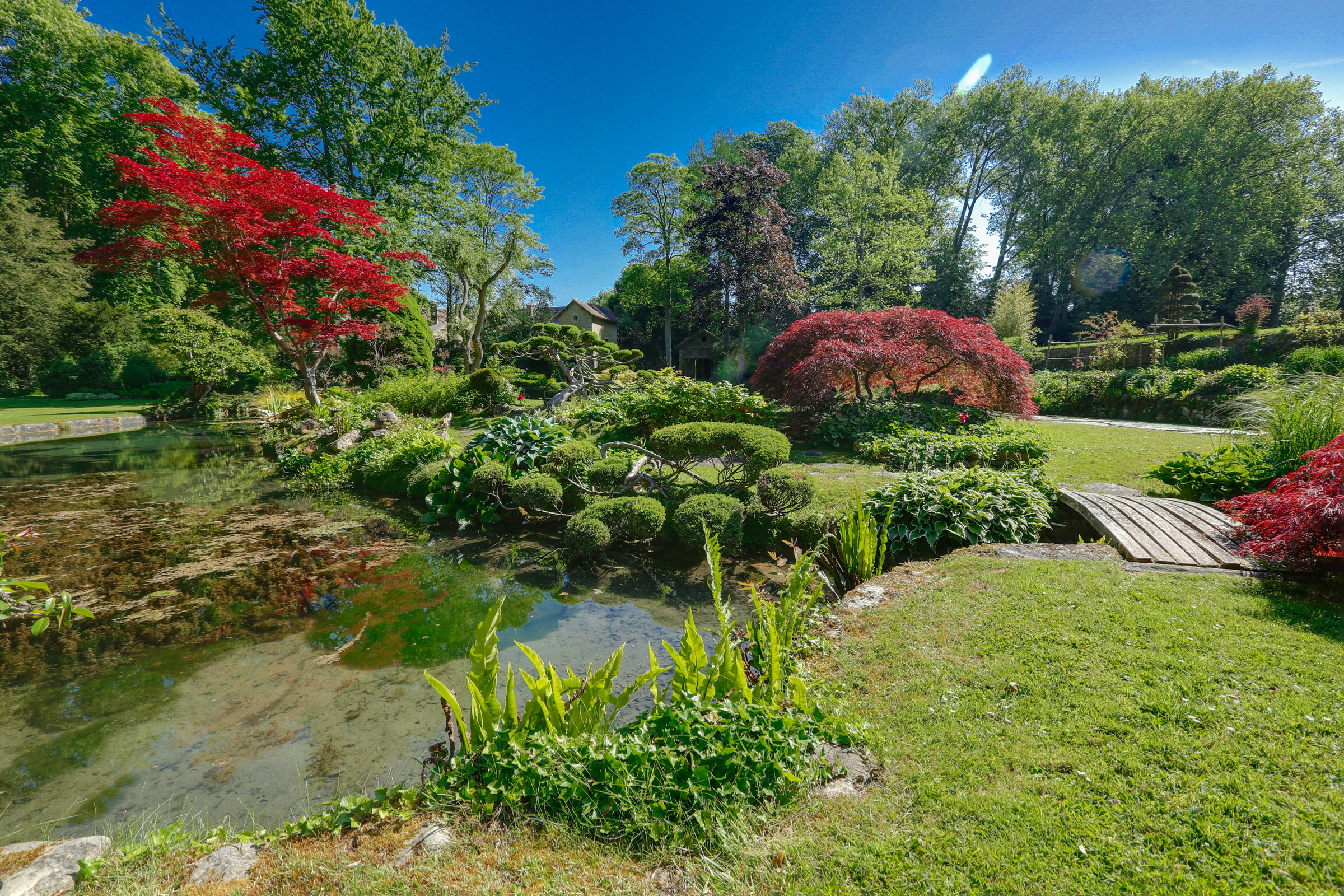
Teil des japanischen Gartens

### Schlossgebäude

#### Architektur

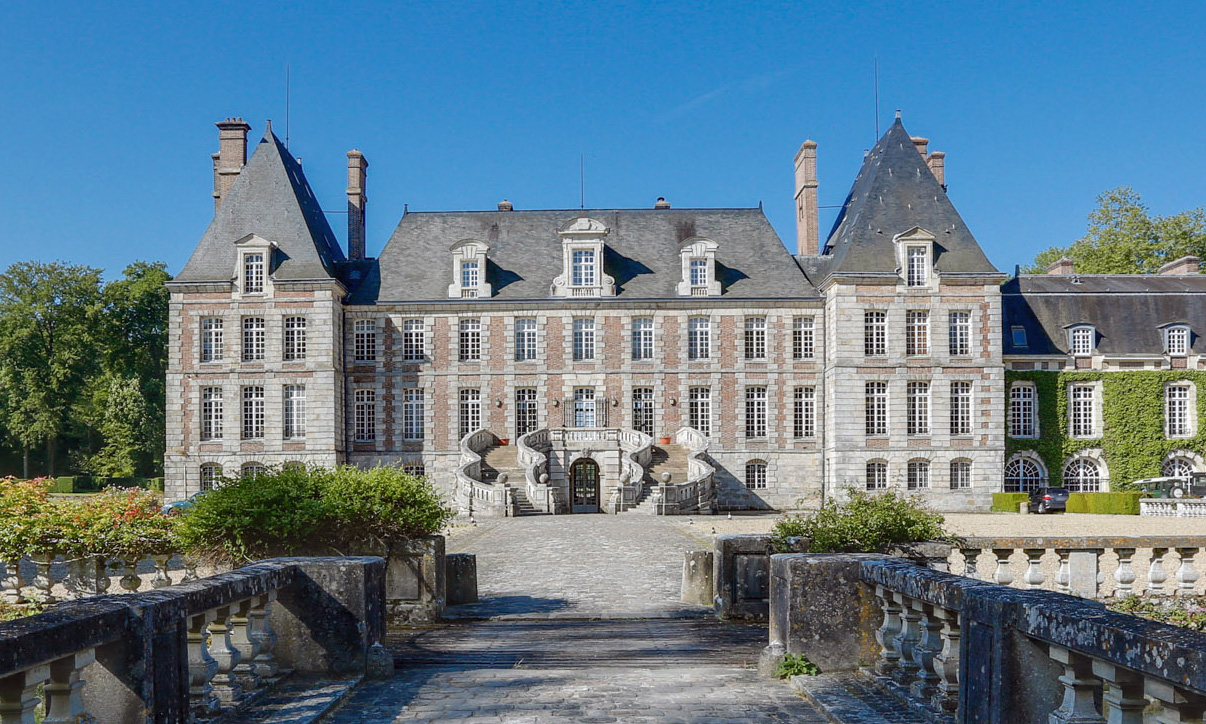
Eingangsfassade des Logis

Das Schloss steht auf einer viereckigen Insel, die allseitig von einem breiten Wassergraben umgeben und durch eine Balusterbrüstung von diesem getrennt ist. Eine Steinbrücke führt über den Graben zum Ehrenhof, an dessen Nord- und Ostecke zwei anderthalbgeschossige Pavillonbauten mit Walmdach stehen.
Das Corps de Logis ist exemplarisch für den Baustil des nüchternen Louis-treize: eine Kombination aus rotem Backstein und hellem, behauenem Kalkstein (im Französischen brique-et-pierre genannt), die mit dem Blaugrau der schiefergedeckten Dächer kontrastiert. Skulpturenschmuck ist nicht vorhanden. Über einem niedrigen, rustiziertem Sockelgeschoss erheben sich die Beletage und ein weiteres Wohngeschoss. Im Sockelgeschoss wohnte und arbeitete früher das Gesinde. Vom Ehrenhof führt eine aufwändig gestaltete Freitreppe zum Haupteingang hinauf. Sie ist eine verkleinerte Kopie der Hufeisentreppe aus dem Cour de Cheval blanc genannten Hof des Schlosses Fontainebleau. Das Corps de Logis ist von zwei gleichhohen Pavillons mit Walmdächern flankiert, von denen der nördliche die Verbindung zu einem Seitenflügel aus dem späten 19. Jahrhundert herstellt.

#### Innenräume
Die Innenräume des Schlosses sind nur im Rahmen einer Führung zu besichtigen. Im Logis sind einige der ehemaligen Repräsentationsräume für Besucher geöffnet. Im Sockelgeschoss befindet sich zum Beispiel das Trophäenzimmer (französisch Salle des trophées) mit einem Renaissancekamin aus weißem Marmor im Stil der zweiten Schule von Fontainebleau. Er wurde vielleicht von Mathieu Jacquet gestaltet, einem Bildhauer in den Diensten des Königs Heinrich IV. Sein Sturz besitzt Verzierungen, die mit Akanthus, Bukranion und Buckelschilden Anleihen an die Antike aufweisen. Von den Räumen auf der Beletage sind unter anderem das Esszimmer mit einer gewachsten Nussholztäfelung und das Billardzimmer mit einem Billardtisch aus dem Besitz des Marschalls Montgomery zu sehen. Auch der Marmorsalon (französisch Salon de marbre) ist im Logis für Besucher geöffnet. Er trägt seinen Namen aufgrund der farbigen Marmorverkleidungen seiner Wände. Blickfang des Raums ist über dem Kamin ein großes Medaillon aus weißem Marmor mit dem Konterfei Ludwigs XIV. Möbliert ist das Zimmer im Stil Louis-quinze und des Régence. Seine bemalte Balkendecke zeigt den Buchstaben H, eine Initiale Samuel von Habers.
Zwei weitere zu besichtigende Räume liegen im Nordwest-Flügel des einstigen Wirtschaftsteils. In der als Bibliothek eingerichteten Affengalerie (französisch Galérie des singes) hängen drei Tapisserien aus dem 16. Jahrhundert, von denen der Raum seinen Namen hat. Die vermutlich aus Flandern stammenden Wandbehänge gehörten früher einmal Maximilien de Béthune, duc de Sully. Neben dessen Wappen zeigen sie in grotesker Weise Szenen aus dem Leben des Hochadels, wobei Menschen durch Affen dargestellt sind. Die Tapisserien sind somit eine damals seltene Persiflage höfischer Lebensformen. Von der Affengalerie ist die Schlosskapelle im angrenzenden Eckpavillon erreichbar. Dort weist sie die Jahreszahl 1626 als Bau Claude I. Gallards aus. Ihre Wände sind mit einer Täfelung aus der Zeit um 1760 verkleidet. Im Altarbereich besitzt sie Schnitzereien mit religiösen Motiven. Über dem Altar steht in einer rundbogigen Nische eine Madonna aus Elfenbein. Sie stammt aus dem Mittelalter und war früher farbig bemalt, was minimale Farbreste beweisen. Die Statue wurde 1880 in den Ruinen der Templerkommende Beaudelu in Arbonne-la-Forêt gefunden.

## Film
- Magische Gärten. Courances. Dokumentarfilm, Frankreich, 2015, 25:56 Min., Buch und Regie: François Chayé, Produktion: Bo Travail!, arte France, Reihe: Magische Gärten (OT: Jardins d’ici et d'ailleurs), Erstsendung: 5. April 2016 bei arte.